# Редвинці
Редви́нці — село в Україні, у Лісовогринівецькій сільській громаді Хмельницького району Хмельницької області. Розташоване на правому березі Бужка, лівої притоки Південного Бугу. Населення становить 329 осіб.

## Галерея

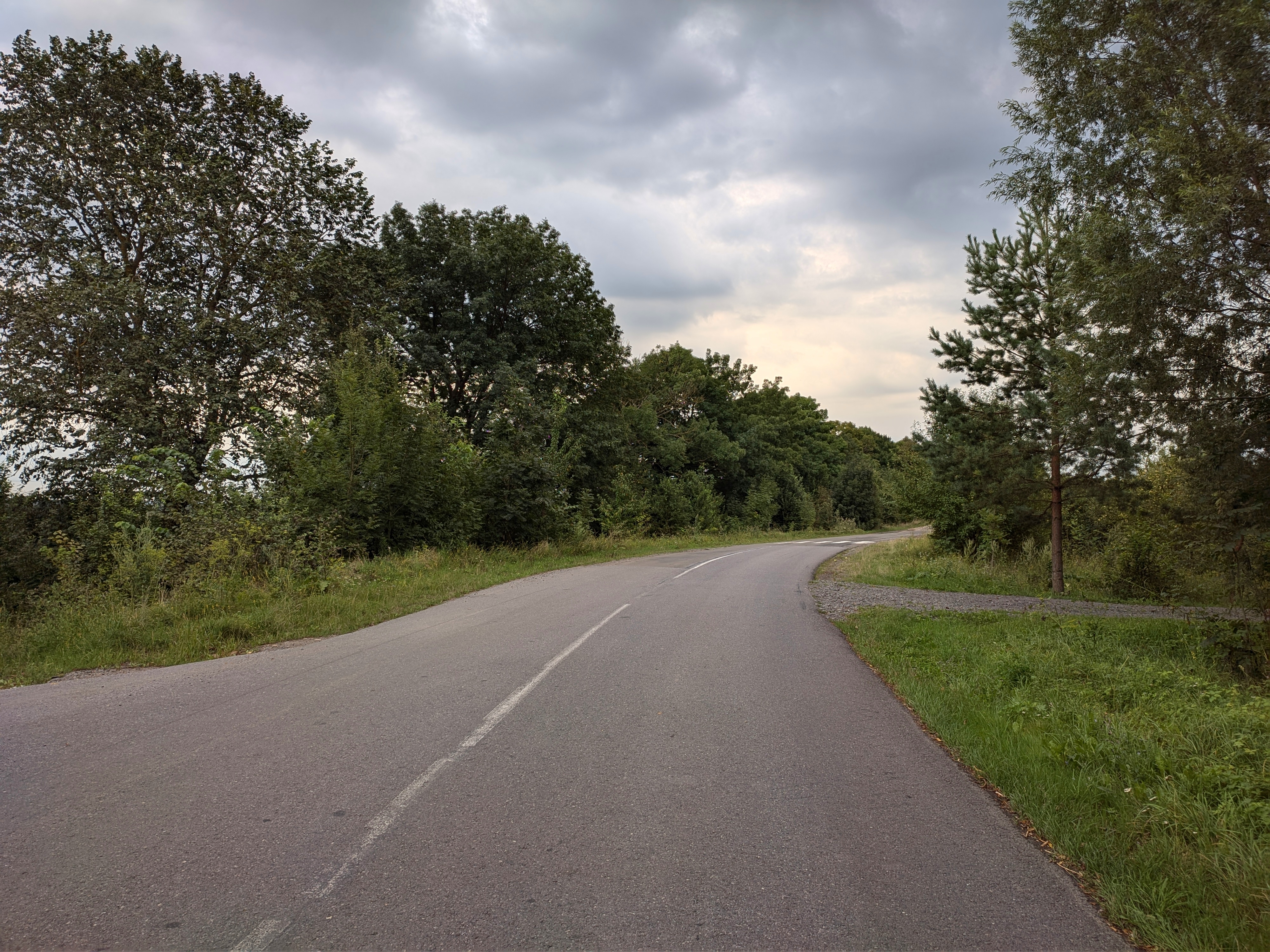
Дорога на село
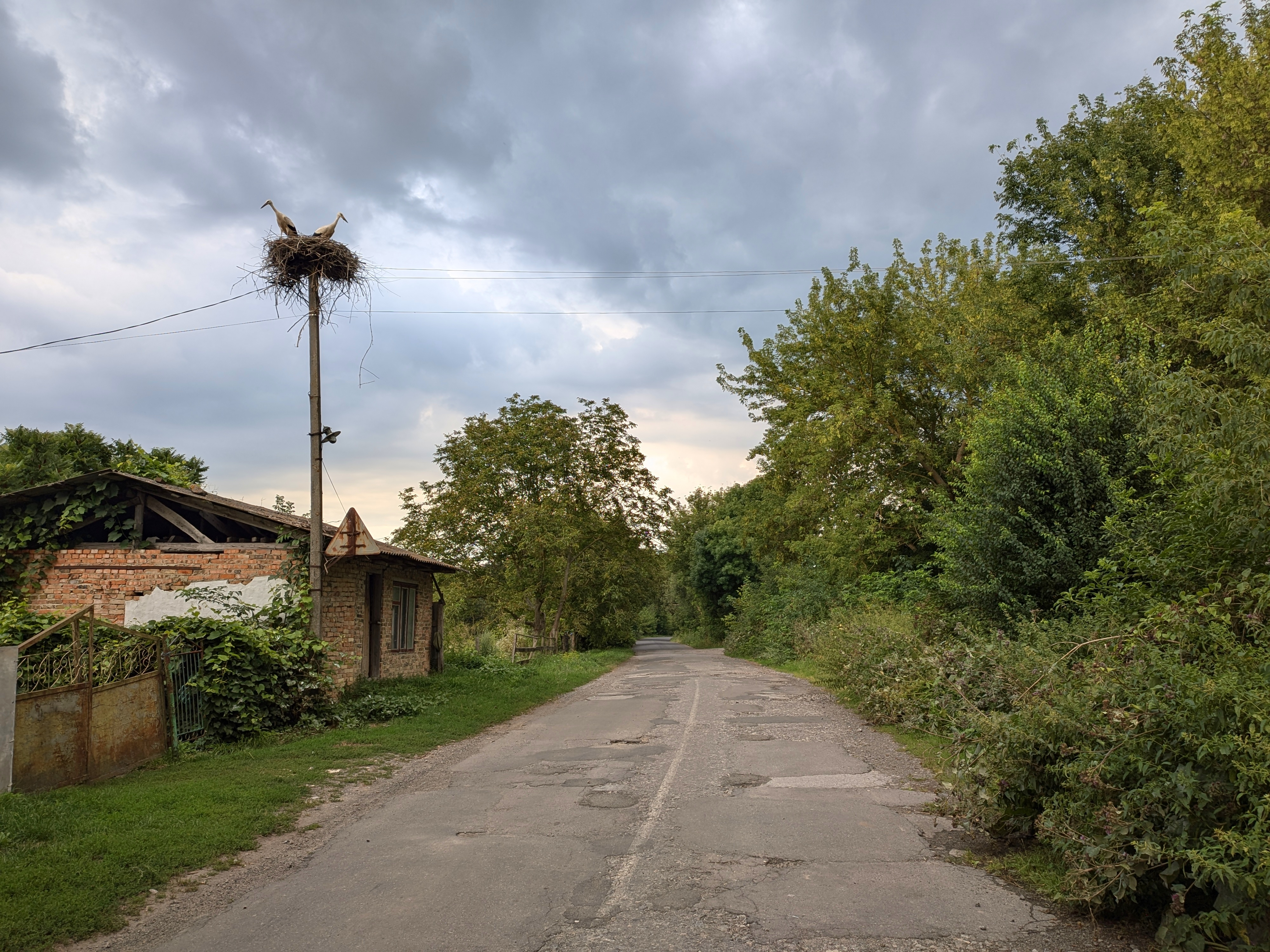
Вулиця Центральна
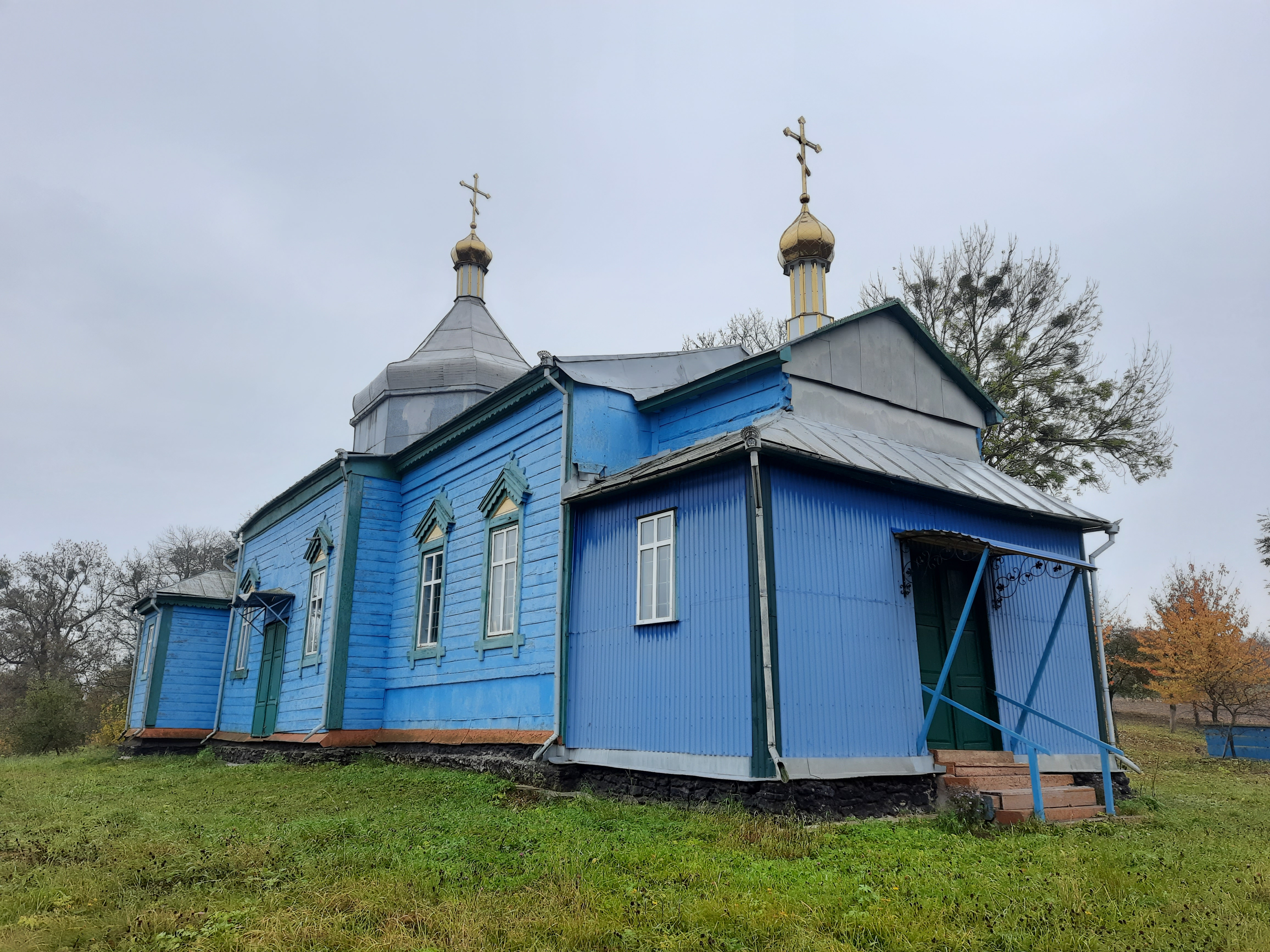
Покровська церква
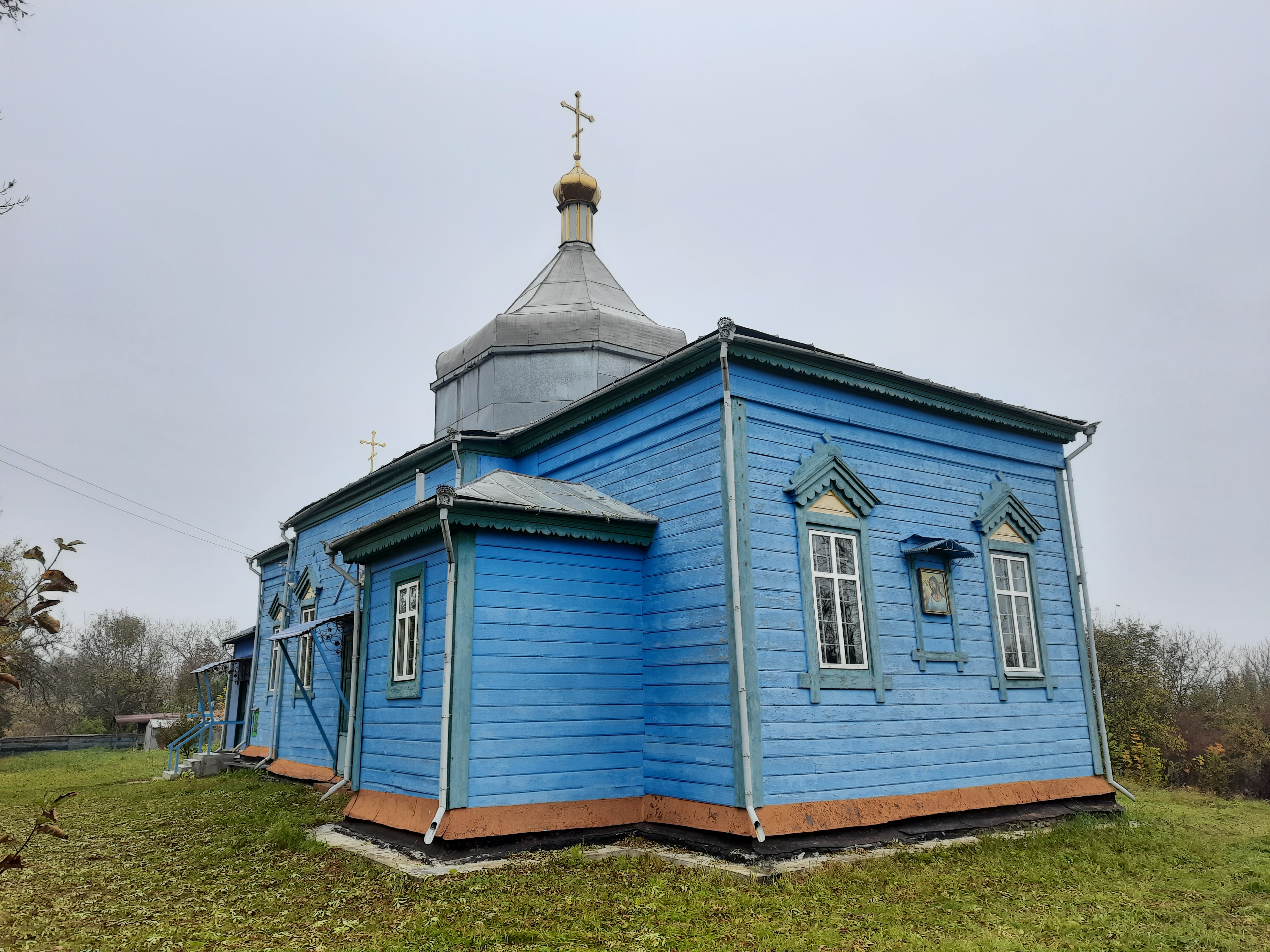
Покровська церква
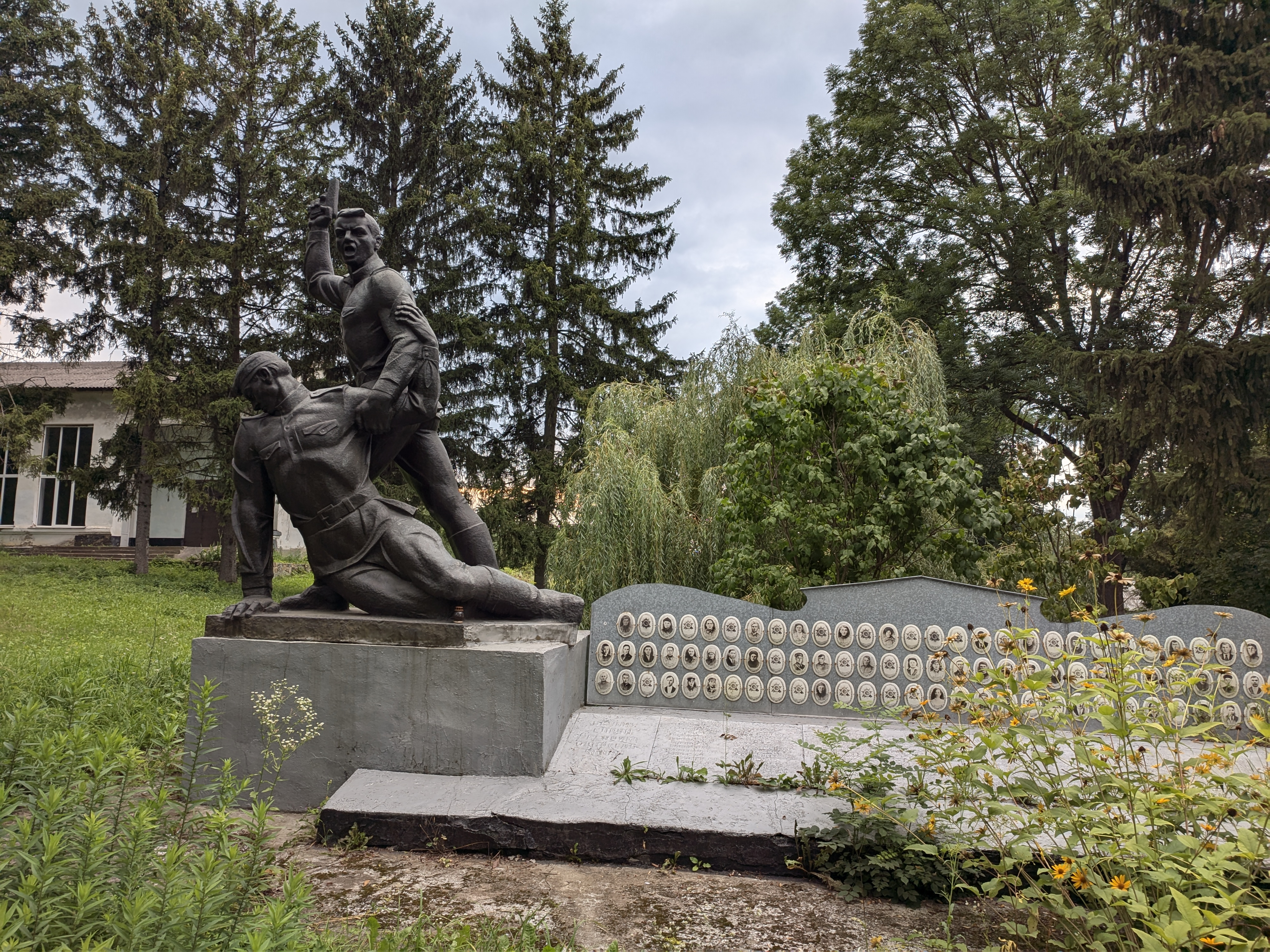
Пам'ятний знак на честь воїнів-односельчан
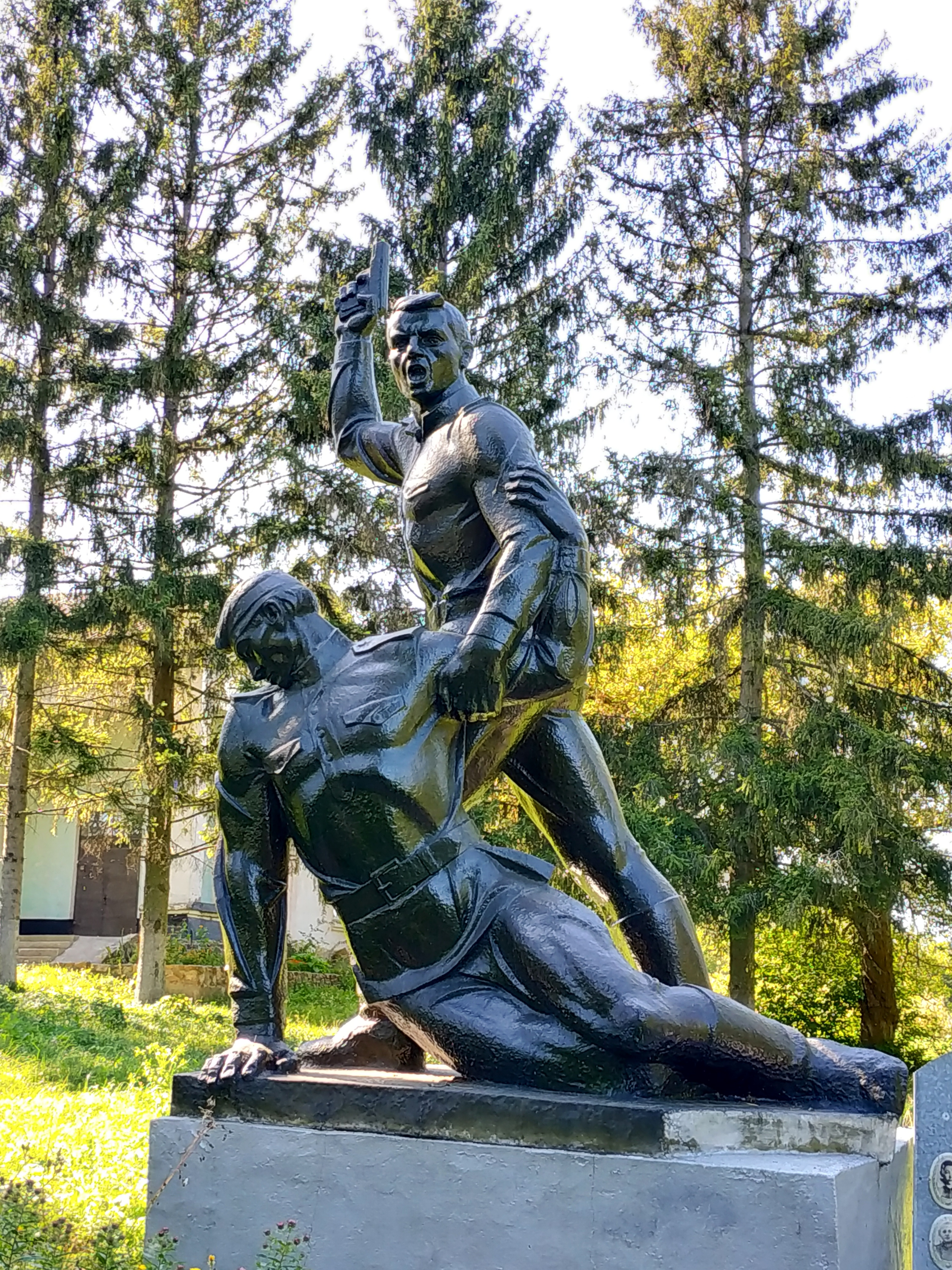
Пам'ятний знак на честь воїнів-односельчан
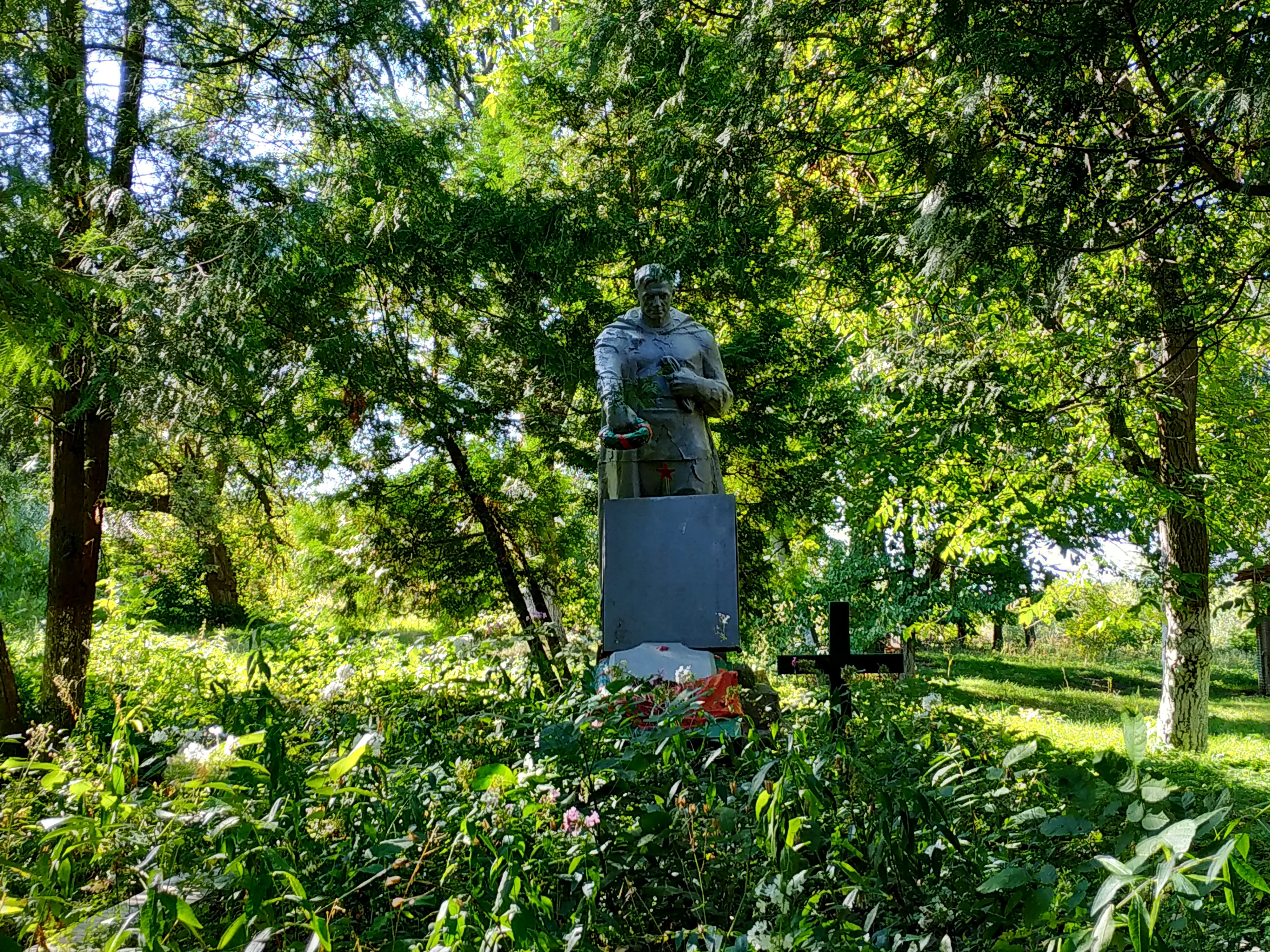
Братська могила радянських воїнів
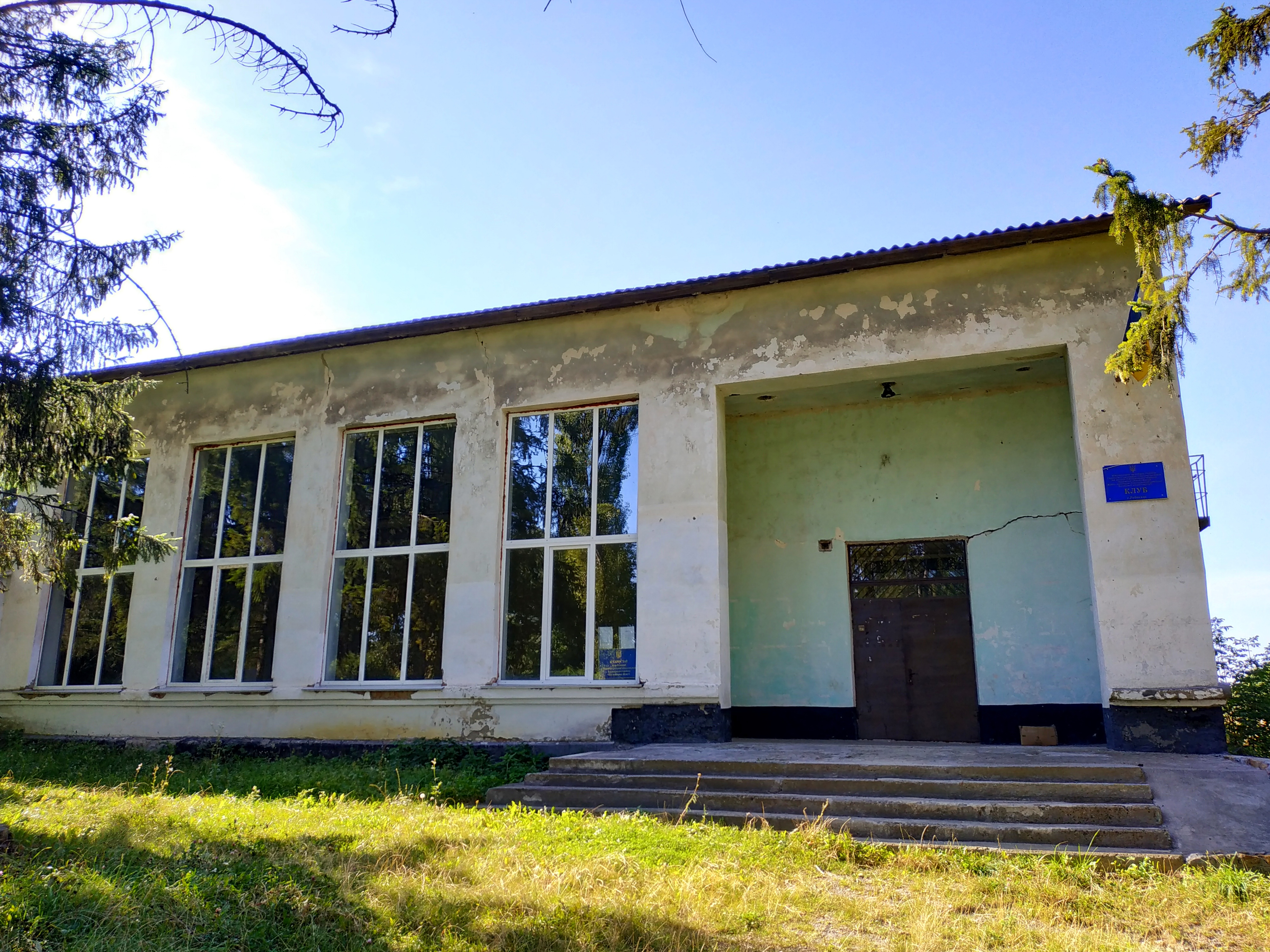
Клуб та старостат
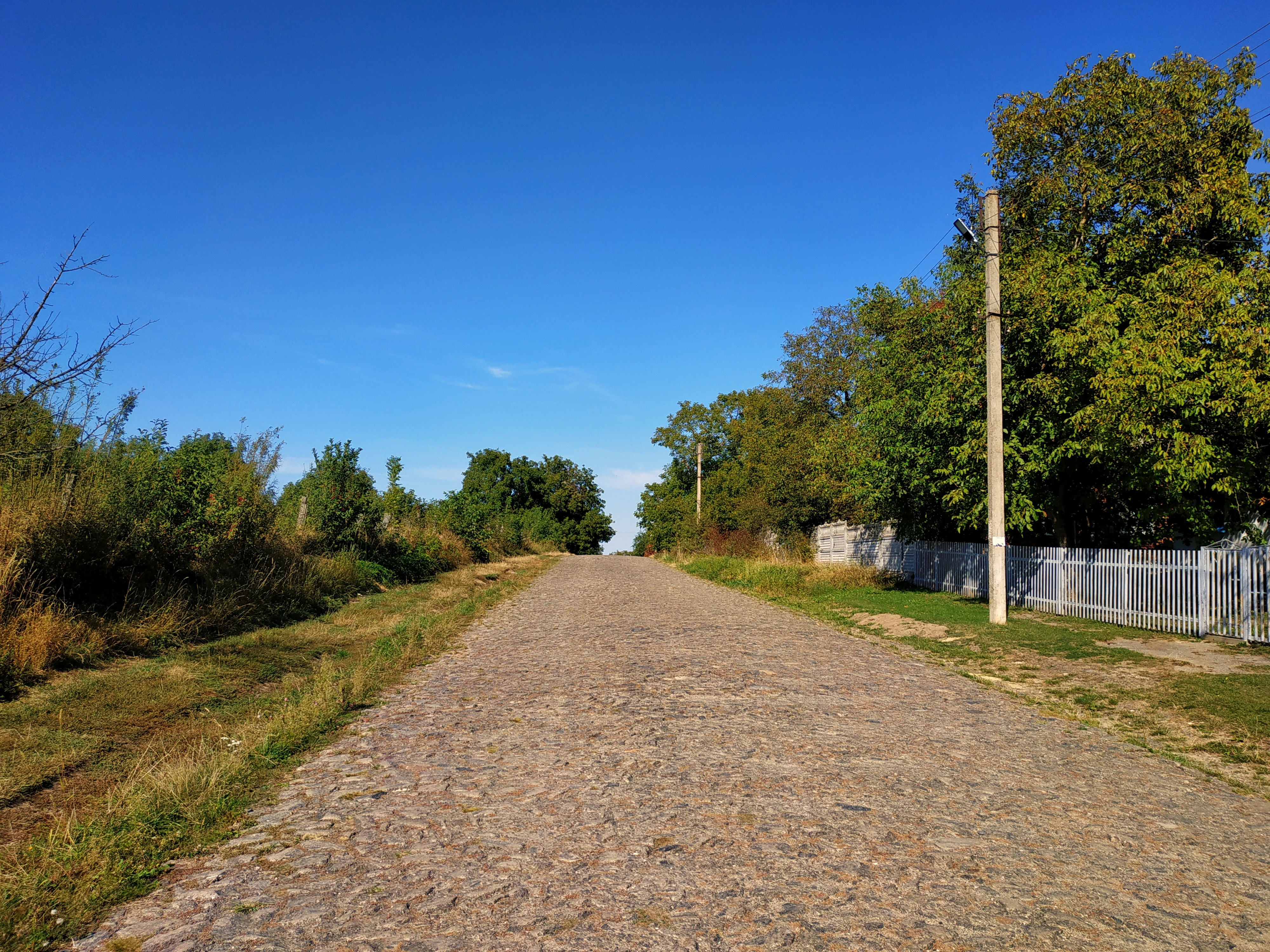
Вулиця Фрунзе
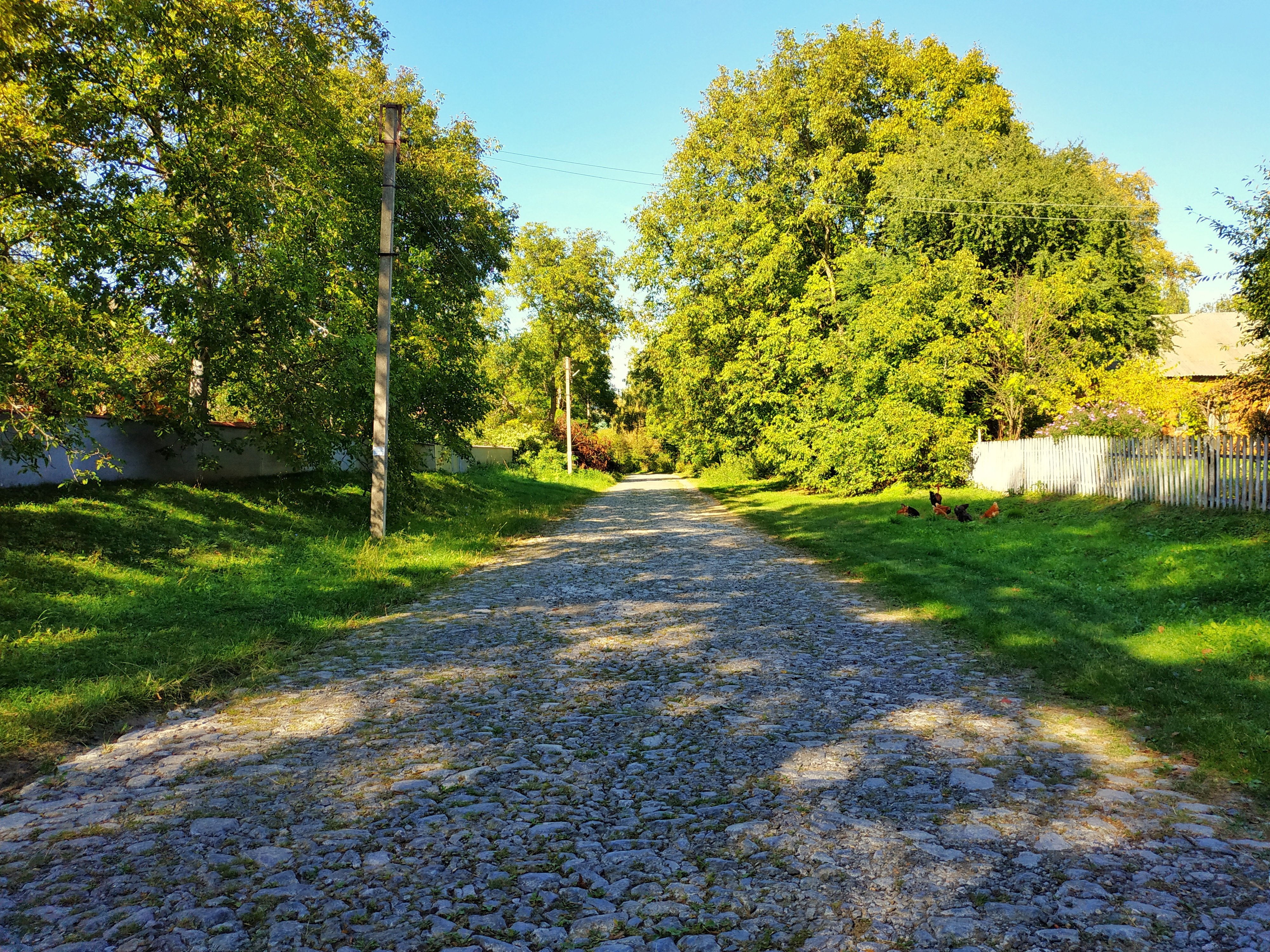
Забрукована вулиця Фрунзе
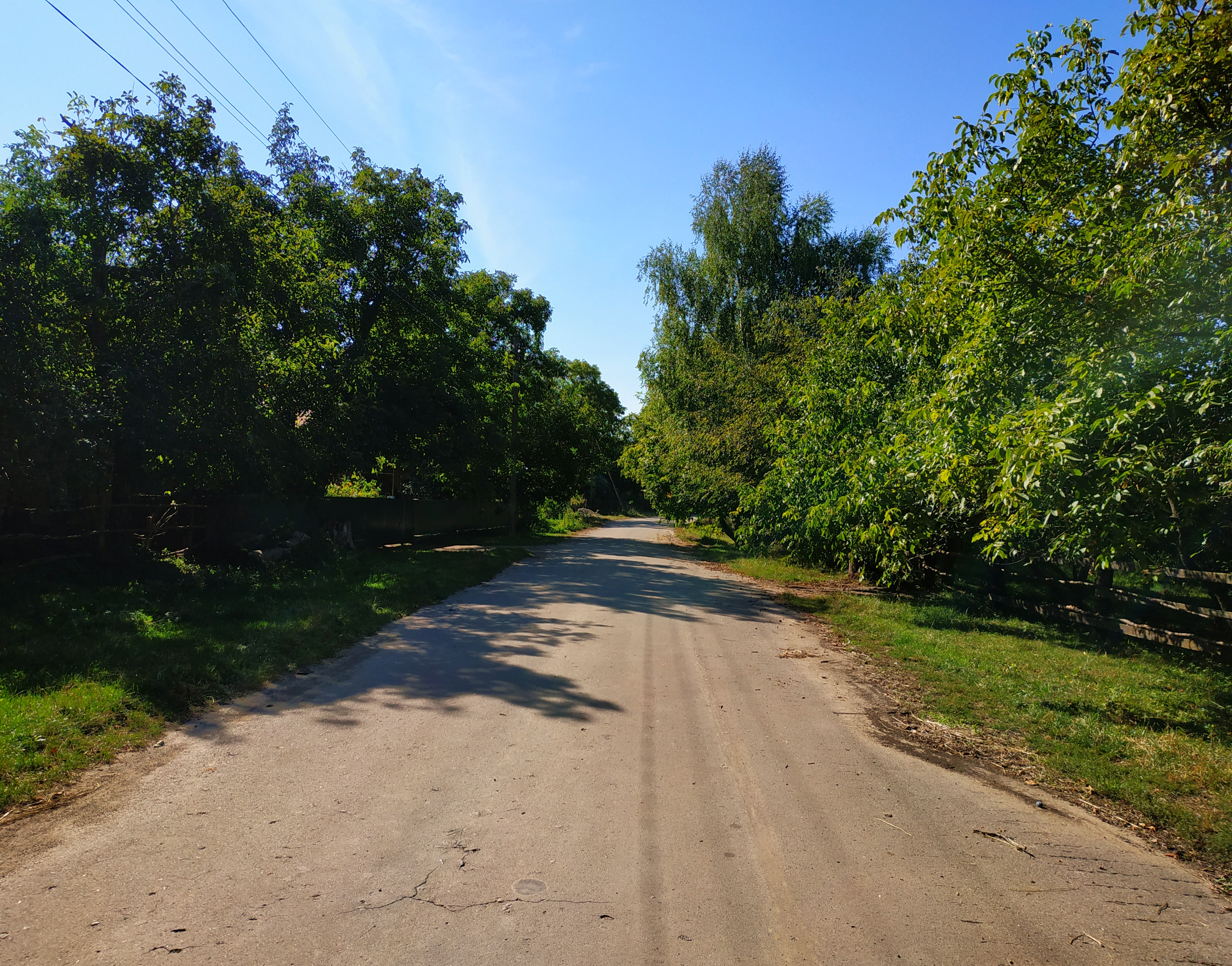
Вулиця Мічуріна
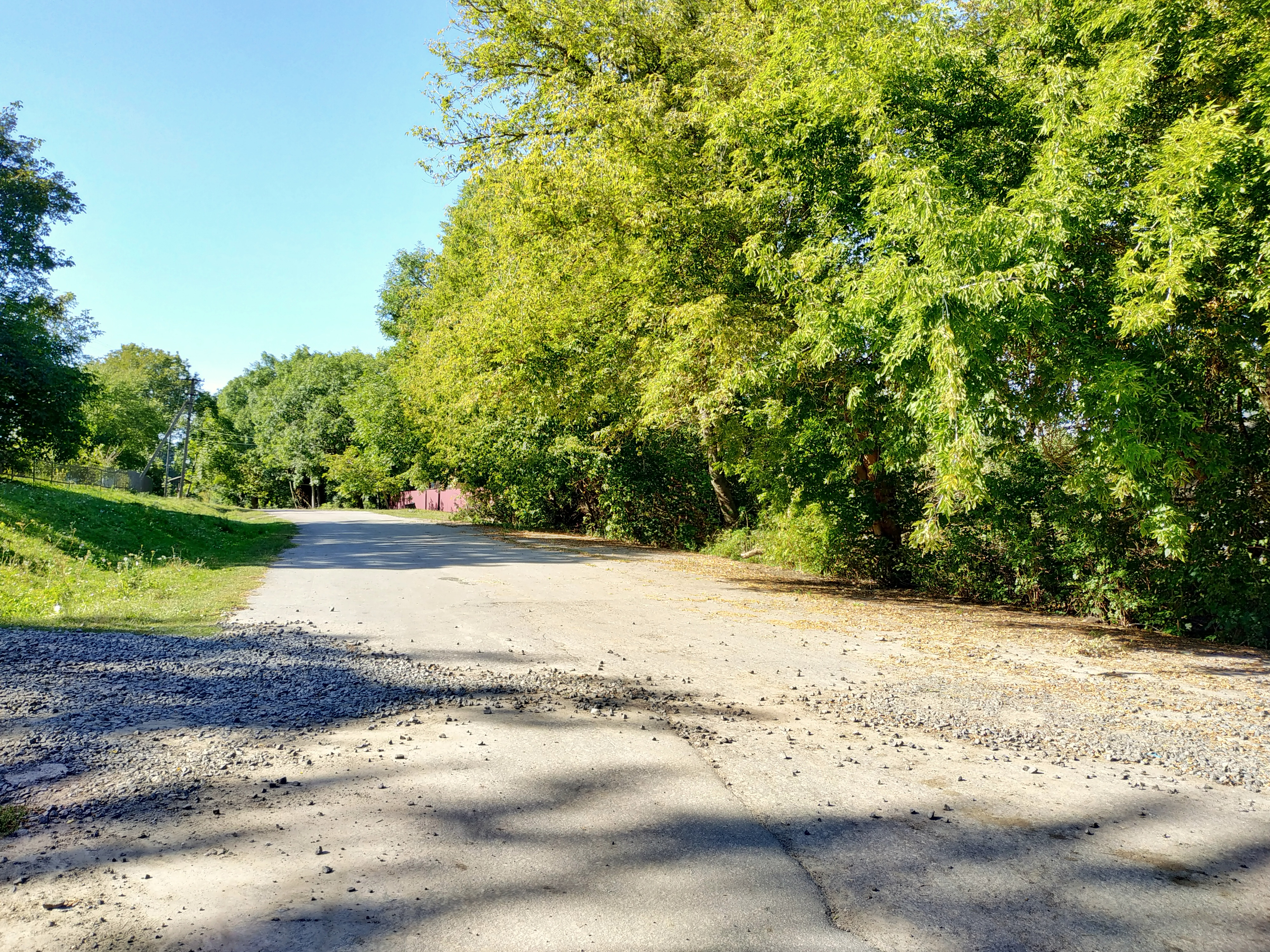
Вулиця Барбашина
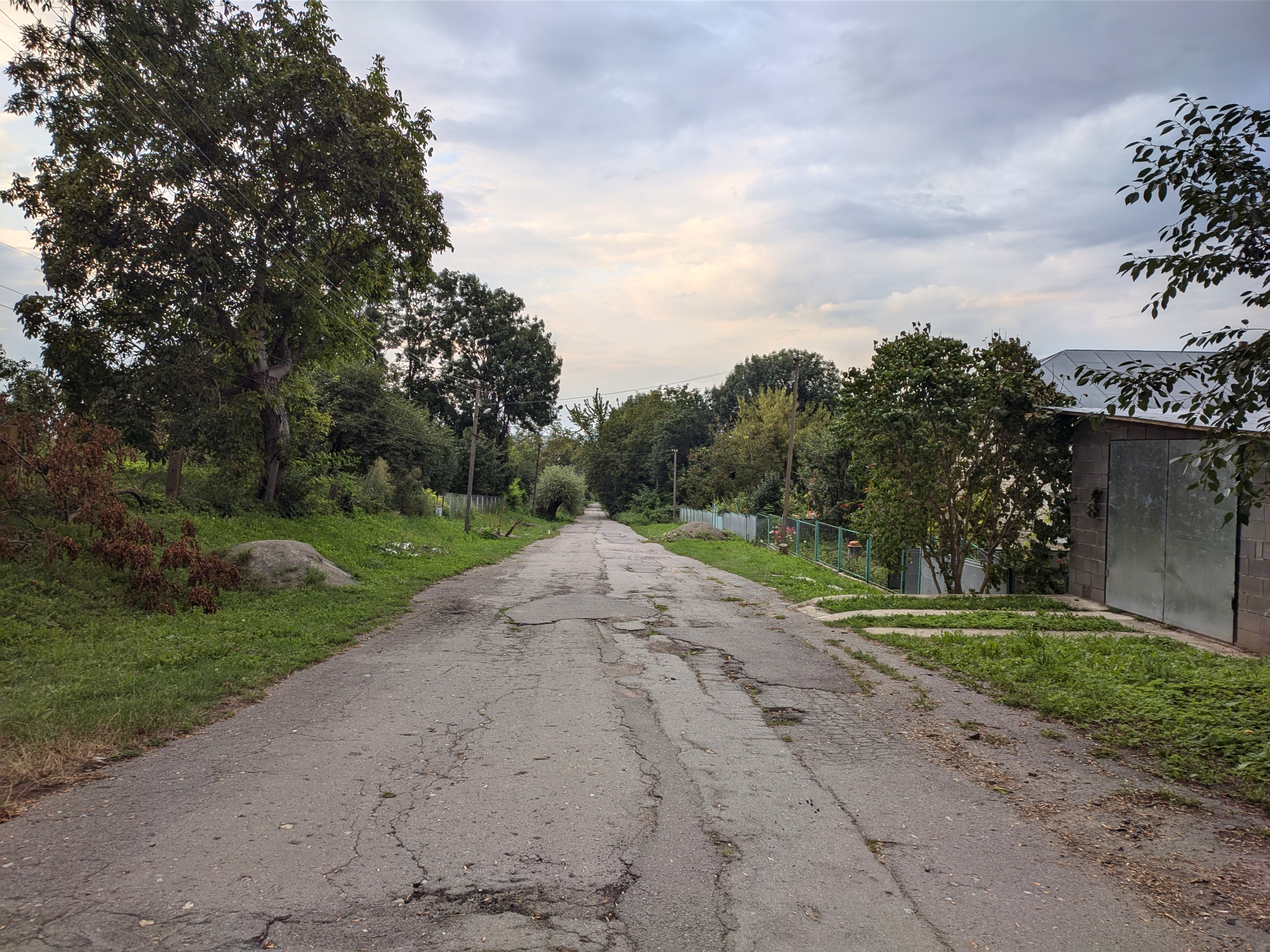
Вулиця Комсомольська
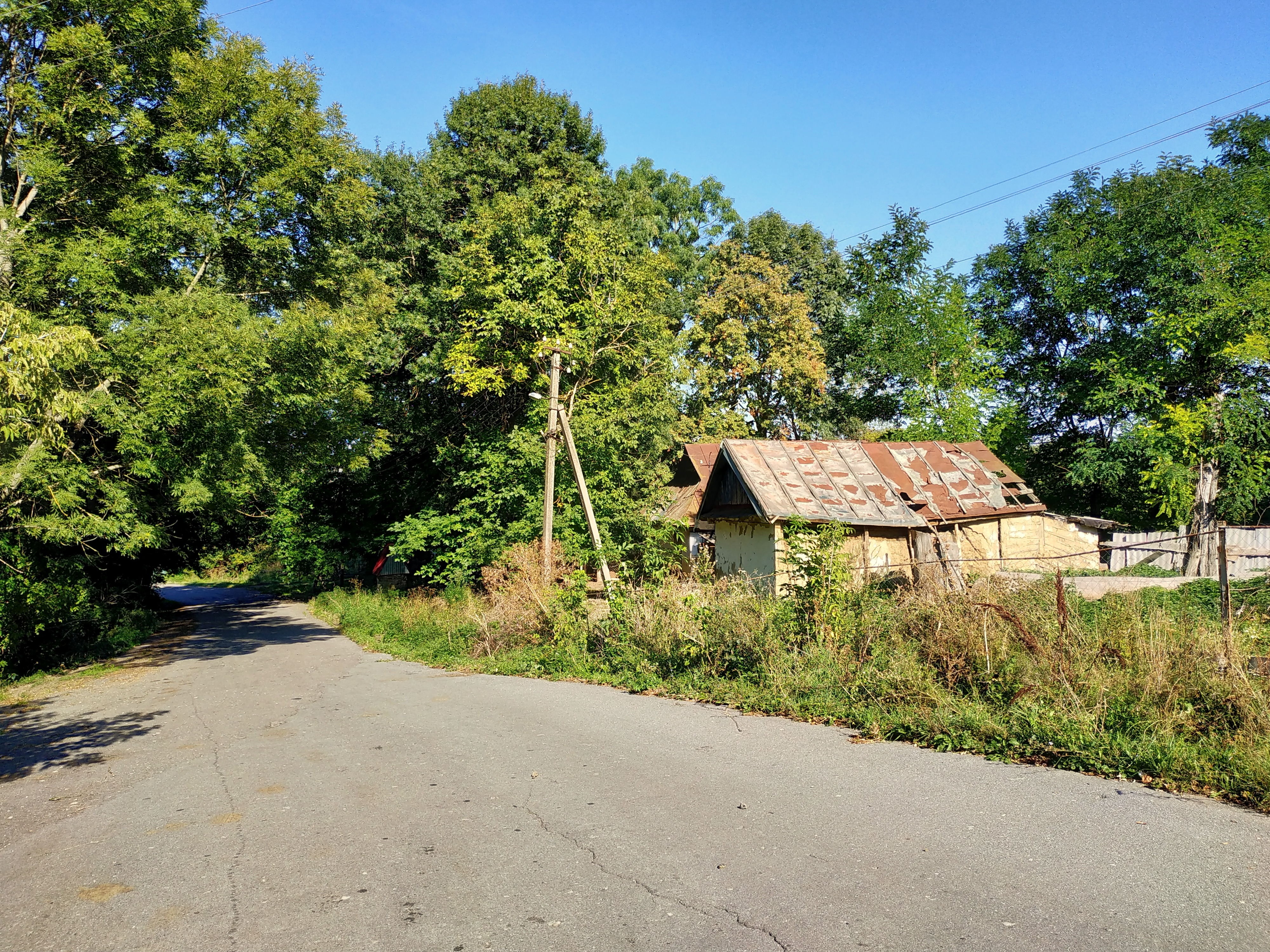
На вулиці Комсомольській в Редвинцях
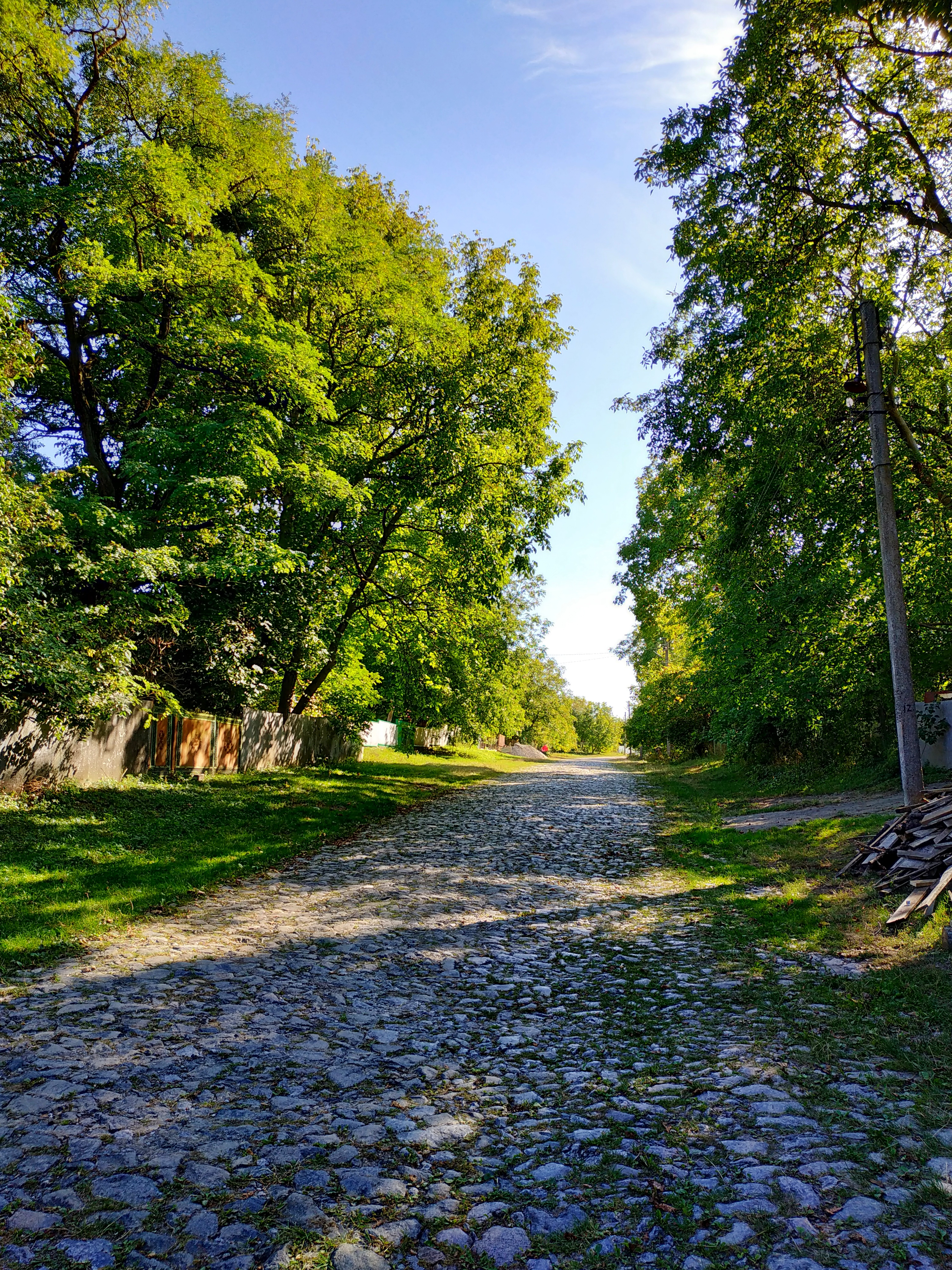
Вулиця Фрунзе
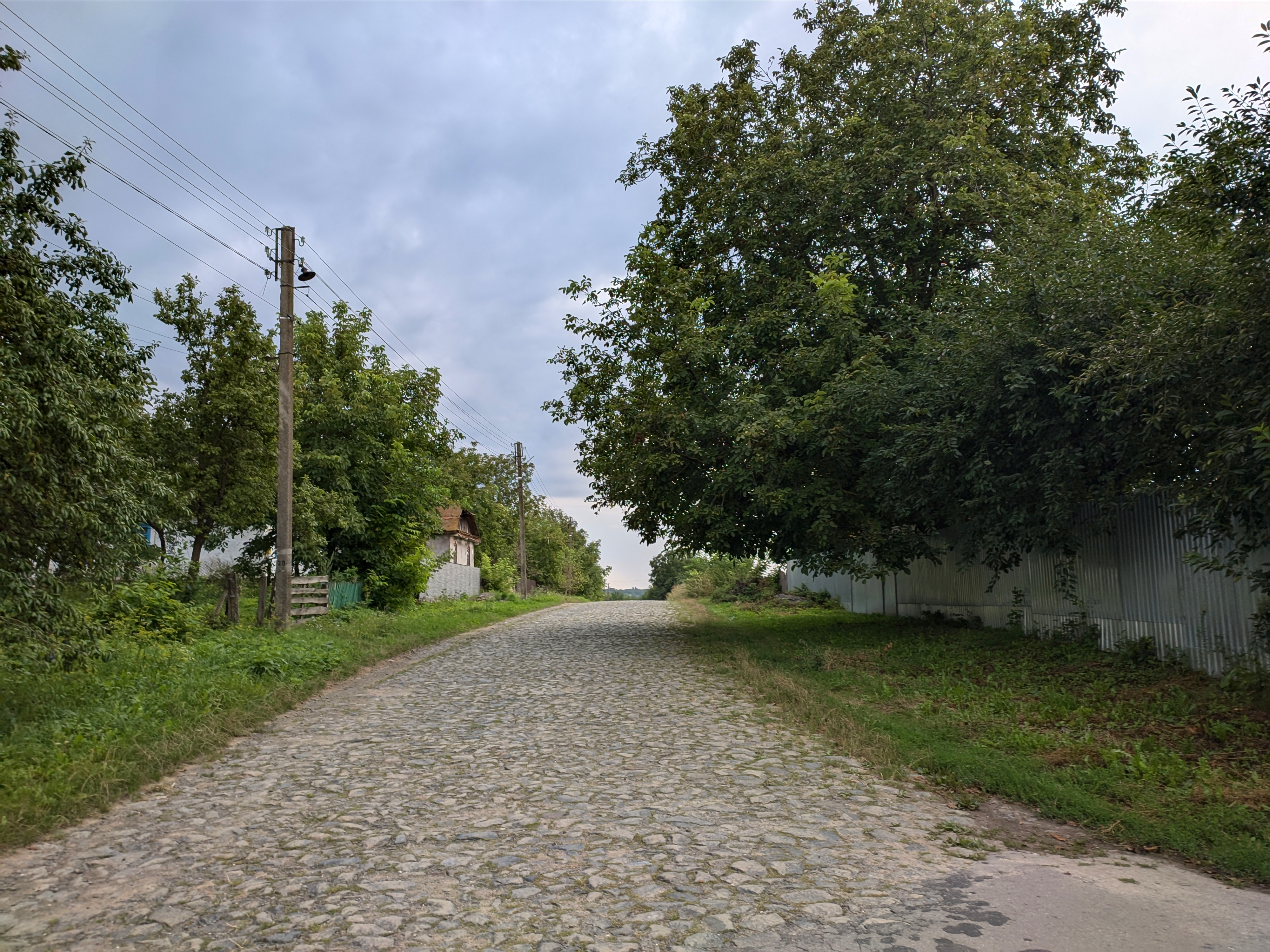
Вулиця Фрунзе
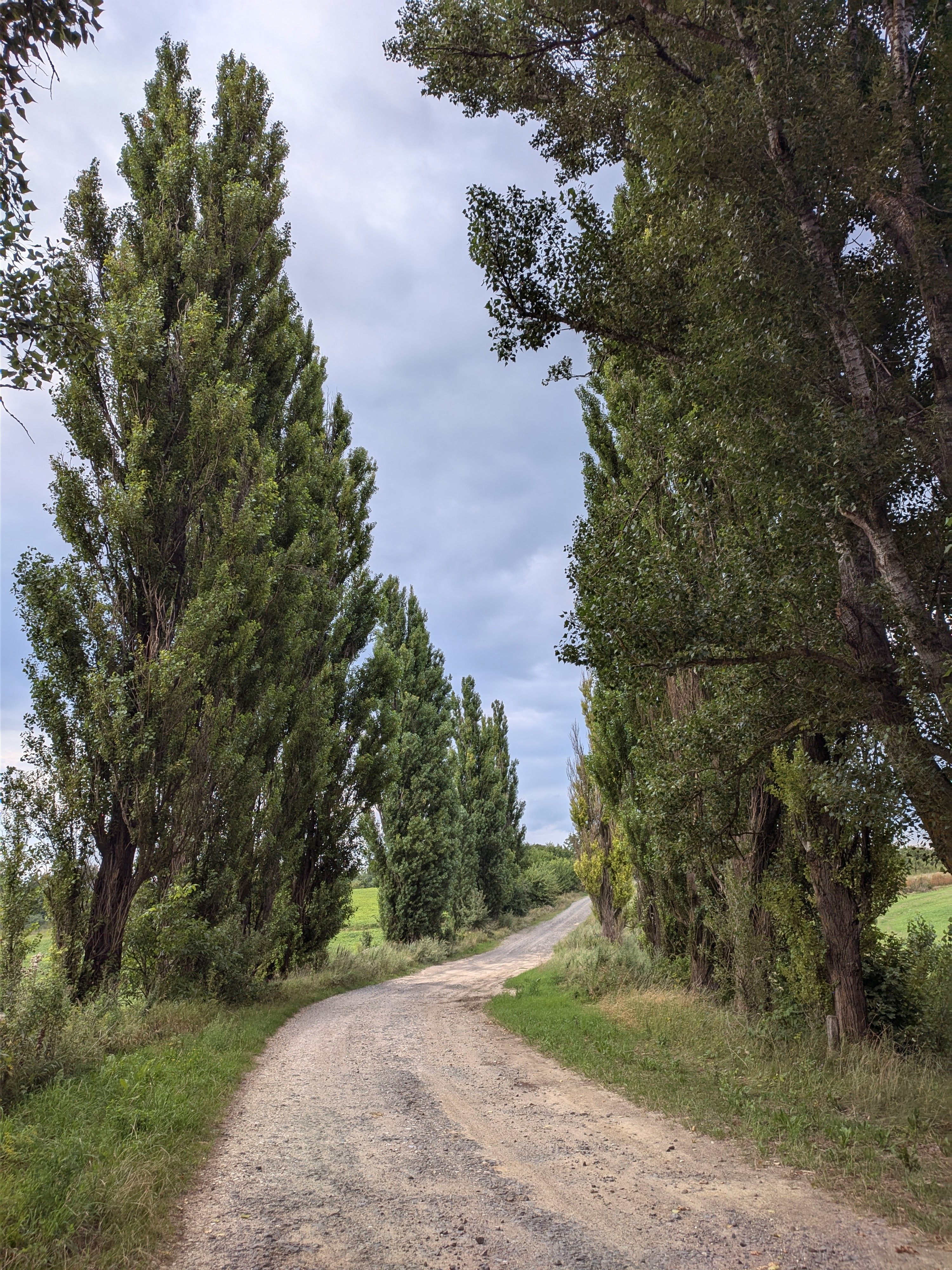
Грунтова дорога на село зі сторони Терешівців
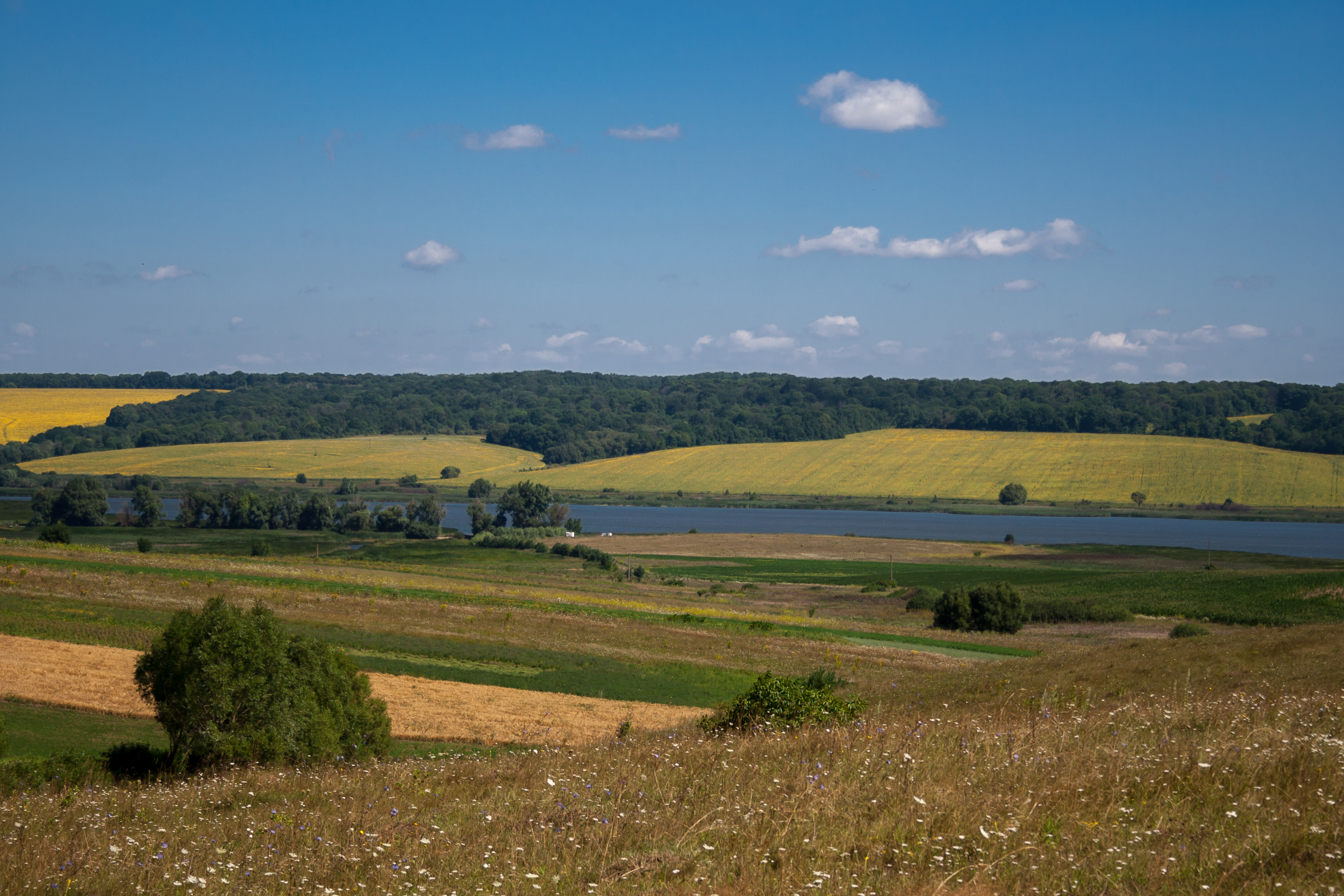
Околиці села